# حوش الرفيقة
حوش الرفيقة هي إحدى القرى اللبنانية من قرى قضاء بعلبك في محافظة بعلبك الهرمل.